# Agnieszka Adamek
Agnieszka Adamek (ur. 4 stycznia 1996) – polska siatkarka, grająca na pozycji libero.

## Sukcesy klubowe
Liga bułgarska:
- 2025[6]